# Dave MacLaren
Dave MacLaren, all'anagrafe David MacLaren (Auchterarder, 6 giugno 1934 – Castlemaine, 6 dicembre 2016) è stato un allenatore di calcio e calciatore scozzese naturalizzato malaysiano, di ruolo portiere.

## Biografia
I suoi fratelli maggiori Jimmy e Roy sono a loro volta stati dei calciatori professionisti (entrambi portieri, come Dave).

## Carriera

### Club
Durante il servizio militare nella RAF (lavorava come tecnico ai radar) ha giocato con HKFC nella prima divisione di Hong Kong e Penang nella prima divisione malese (con quest'ultimo club ha anche vinto una Coppa di Malesia nel 1954). Successivamente nel 1956 è per un breve periodo stato tesserato del Chelsea, club della prima divisione inglese. Nella stagione 1956-1957 ha invece giocato una partita nella prima divisione scozzese con il Dundee; si trasferisce poi a stagione in corso al Leicester City, con cui gioca 14 partite nella seconda divisione inglese, vincendo il campionato.
Nelle stagioni 1957-1958 e 1958-1959 gioca invece rispettivamente 24 e 37 partite nella prima divisione inglese, sempre con le Foxes; durante la stagione 1959-1960 gioca invece solamente 10 partite di campionato, perdendo però il posto da titolare in favore del giovane Gordon Banks, futuro portiere della nazionale inglese campione del mondo nel 1966. Nell'estate del 1960 viene dunque ceduto al Plymouth, con cui nell'arco di cinque stagioni gioca in totale 131 partite nella seconda divisione inglese. Nella stagione 1965-1966 conquista una promozione dalla seconda alla prima divisione con il Wolverhampton, club con cui gioca 9 partite in prima divisione nella prima parte della stagione 1966-1967, che conclude poi al Southampton, con cui gioca ulteriori 22 partite nella medesima categoria, per un totale in carriera di 282 partite nei campionati della Football League (102 in prima divisione e 180 in seconda divisione). Trascorre poi la stagione 1967-1968 con i semiprofessionisti inglesi del Worcester City.

### Nazionale
Il 18 settembre 1954 ha giocato una partita amichevole con la maglia della nazionale malese (una sconfitta per 3-0 contro Singapore). Tra il 1954 ed il 1955 ha giocato poi altri due incontri non ufficiali con la nazionale malese contro delle squadre di club (gli svedesi del Kalmar e gli austriaci del Admira Vienna).

### Allenatore
Nel 1968, subito dopo il ritiro, è diventato vice allenatore del Wolverhampton, mantenendo l'incarico fino al 1970, quando è tornato in Malaysia per diventare commissario tecnico della nazionale del Paese asiatico, con cui ha conquistato una qualificazione ai Giochi Olimpici del 1972, ai quali non ha però partecipato dal momento che nel 1971 si è trasferito in Australia, iniziando ad allenare nel 1972 nella prima divisione locale nel Sydney City. Nel 1977 si è poi trasferito a Melbourne, iniziando poco dopo ad allenare il South Melbourne, che ha lasciato nel 1979. Dopo una breve parentesi come vice allenatore al George Cross, un club semiprofessionistico locale, ha lasciato del tutto il mondo del calcio aprendo un'azienda specializzata nella gestione di fondi pensionistici, dove ha lavorato fino alla pensione.

## Palmarès

### Giocatore

#### Competizioni nazionali
- Campionato inglese di seconda divisione: 1

Leicester City: 1956-1957
- Coppa di Malesia: 1

Penang: 1954

### Allenatore

#### Competizioni statali
- Ampol Cup: 1

Sydney City: 1973